# Thargélies
Les Thargélies (en grec Θαργήλια / Thargelia) sont, dans la Grèce antique, une fête en l'honneur d'Apollon et d'Artémis célébrée les 6e et 7e jours du mois Thargélion, à Athènes et dans les cités ioniennes.

## Déroulement
C'était une cérémonie de purification et d'expiation qui se déroulait en deux temps : 
- le 6 Thargélion, considéré comme le jour de la naissance d'Artémis, avaient lieu une cérémonie purificatoire (un katharmos) et un sacrifice à Déméter-Chloé.

Le katharmos consistait en ceci que deux personnages, les pharmakoi (deux hommes ou un homme et une femme selon les sources) étaient conduits à travers la ville et la foule les frappait avec des rameaux de figuier et des tiges d'oignons. Ils étaient ensuite expulsés de la ville, chargés en quelque sorte des impuretés de la cité, en qualité d'émissaires (katharsia). L'un, représentant les hommes, portait un collier de figues noires ; l'autre, représentant les femmes, un collier de figues blanches.
Le sacrifice à Déméter Chloé concernait un bélier, et peut-être aussi une brebis. Cette cérémonie, tout à fait indépendante de celle du katharmos, se déroulait à Athènes au sanctuaire de Gè et Déméter Chloé, sur le versant sud de l'Acropole, en contrebas des Propylées. L'inscription de la tétrapole attique mentionne aussi le sacrifice d'un porc aux Moires.
- le 7, considéré comme le jour de la naissance d'Apollon, et désigné plus particulièrement sous le nom de Thargelia, avaient lieu une procession et un agôn.

Dans la procession, on portait les prémices de ceux des fruits de la terre arrivés à maturité, le mot de thargêlia désignant les prémices elles-mêmes, et celui de thargêlos le vase qui les renfermait. Il est vraisemblable qu'elle se déroulait à Athènes dans les parages du Pythion, sur la rive droite de l'Ilissós.
L’agôn était réglé par le premier archonte. Il comportait des chœurs cycliques d'hommes et d'enfants, équipés et dirigés à grands frais par les chorèges. Deux tribus se réunissaient pour équiper un chœur ; c'est-à-dire qu'il y avait cinq chœurs pour les dix tribus attiques ; dans chaque groupe il semble que ce fut alternativement à l'une et à l'autre à nommer le chorège, que les groupes de tribus fussent tirés au sort pour deux ans ou pour un temps plus long. À Athènes, l’agôn avait lieu sans doute près du temple d'Apollon pythien : en fait on a trouvé dans cette région plusieurs inscriptions agonistiques qui doivent se rapporter aux Thargélies. Les chorèges vainqueurs aux Thargélies élevaient leurs trépieds près du Pythion.
Les Thargélies étaient une des fêtes importantes du calendrier attique. Pendant leur durée, les débiteurs insolvables ne pouvaient être poursuivis, on procédait à l'introduction des enfants adoptifs dans la phratrie du père, et l'on faisait les proclamations de décrets honorifiques.
On trouve la fête également à Éphèse, à Milet et aussi dans une ville du Pont-Euxin, peut-être Apollonia.

## Signification
Le sens général des Thargélies se dégage de la combinaison de ces éléments très divers :
Pour Athènes, la fête des Thargelia proprement dite est la fête du 7 : procession et agôn. C'est une cérémonie d'offrande des fruits de la terre, dans leur première maturité, à Apollon, dieu national des Ioniens, adoré aussi sous la forme d'Apollon-Hélios. Le sacrifice du 6 à Déméter Chloé, protectrice de la végétation, est de même nature et de même signification. D'un caractère tout différent est la cérémonie du katharmos. Et là même on distingue comme deux couches, deux étages de rites. Le sens le plus net de la cérémonie est en effet celui-ci, qu'on charge les pharmakoi de tous les maléfices qui pèsent sur la cité et les champs. Mais des pratiques comme celle qui consiste à frapper les pharmakoi avec des branches de figuier et d'autres fruits de la terre semblent bien ressortir à un ordre de croyances tout différent, où les pharmakoi ne sont plus des boucs émissaires, mais les personnifications de la force végétative, la flagellation servant à en promouvoir la puissance. Et sans doute, dans les cérémonies du 6 comme du 7 Thargélion, il s'agit toujours de protéger et de fortifier la croissance des fruits de la terre ; mais les moyens employés à ce faire et les croyances qu'ils supposent sont tout dissemblables. 
Notons d'autre part que les cérémonies du katharmos n'ont presque aucun lien spécial avec Apollon, mais comme Apollon, dans la religion classique, est le dieu qui envoie les épidémies, les fléaux collectifs, la même cérémonie magique qui servait à écarter de la terre de tels maléfices, comme à promouvoir la vie végétative, put se ranger au culte de cette divinité, et, prenant un caractère plus net de rite expiatoire, s'accoler aux fêtes qui sont vraiment le propre d'Apollon. 
On aurait ainsi dans les Thargelia de l'époque historique un exemple assez net, où les joints se laissent voir encore, de l'association des pratiques de la vieille magie préhellénique à celles de la religion olympienne (celles-là représentées par le katharmos du 6 Thargélion, celles-ci par les Thargélies proprement dites, procession et jeux à forme classique).